# Wenzbach (München)
Der Wenzbach ist ein etwa einen Kilometer langes Fließgewässer, das im Ortsteil Großhesselohe der Gemeinde Pullach im Isartal entspringt und im benachbarten Stadtteil Thalkirchen im Süden Münchens von links in den Floß- oder Ländkanal mündet.

## Gewässerverlauf
Der Wenzbach entspringt in der zu Großhesselohe gehörenden Adolf-Wenz-Siedlung nahe der Straßenecke Adolf-Wenz-Straße / An der Isar in einer Höhe von 531 m ü. NHN. 
In einem Abstand von durchweg weniger als 300 Metern westlich des die Isar links begleitenden Isar-Werkkanals läuft der Bach am Westrand der Isaraue am Hang des Isarhochufers entlang nach Norden. Dabei begleitet ihn auf dem längsten Stück rechtsseits die nach dem Botaniker Hugo Conwentz (1855–1922) benannte Conwentzstraße. Der Bach verläuft überwiegend durch Privatgärten und ist daher nur an wenigen Stellen öffentlich zugänglich. Unterhalb der in der Heilmannstraße 33 gelegenen Villa Borscht verläuft er durch einen kleinen Teich. 
Nach etwa einem Kilometer unterquert der Bach die Conwentzstraße und mündet dann, kurz nach dessen Abzweig links vom Isar-Werkkanal und südlich des Hinterbrühler Sees, auf 528 m ü. NHN in den Floß- oder Ländkanal, dessen einziger größerer Zufluss er ist.

## Geschichte
Adolf Wenz (1840–1927), Namensgeber der Siedlung und des Bachs, betrieb unterhalb der Großhesseloher Brücke eine Klinkersteinfabrik. In alten Erwähnungen wird der Bach daher Wenzscher Fabrikbach oder einfach Fabrikbach genannt.

Am Donnerstag, dem 17. Oktober 1946, streuten US-amerikanische Soldaten die Asche von elf Kriegsverbrechern des Nürnberger Hauptkriegsverbrecherprozesses in den Wenzbach, der in diesem Zusammenhang in verschiedenen Medien fehlerhaft „Conwentzbach“ genannt wird. Zehn von ihnen waren in den ersten Stunden des 16. Oktober in Nürnberg hingerichtet worden, während Hermann Göring sich kurz zuvor mit Zyankali selbst getötet hatte. Die elf Leichname wurden anschließend zur Verbrennung in das Krematorium des Münchner Ostfriedhofs gebracht. Die Urnen wurden über Nacht in der Villa Oberhummer, Heilmannstraße 25, oberhalb des Isarhangs aufbewahrt.